# أليساندرو دل بييرو
أليساندرو دل بييرو (بالإيطالية: Alessandro Del Piero) لاعب كرة قدم إيطالي سابق، لعب في مركز المهاجم ولد في 9 نوفمبر 1974 في مدينة كونيليانو الإيطالية، وفاز مع منتخب إيطاليا لكرة القدم ببطولة كأس العالم 2006، وهو الهداف التاريخي لنادي يوفنتوس الإيطالي، اعتزل كرة القدم عام 2014.
يلقب دل بييرو بال«بينتوريكيو» نسبة إلى الرسام الإيطالي بينتوريكيو، ويعد ثاني أكبر هداف في تاريخ إيطاليا برصيد 342 هدفا بعد سيلفيو بيولا. لعب لنادي يوفنتوس طوال 19 عاما ومنها 11 كان قائد للفريق، ويحمل الرقم القياسي كهداف للفريق برصيد 289 هدف وعدد مشاركاته 705 مباراة.
يعتبر من أعظم اللاعبين في إيطاليا على مر العصور  حيث استطاع دل بييرو أن يحرز في جميع البطولات التي لعب فيها، وهو واحد ضمن قائمة أفضل 125 لاعب كرة قدم حي والتي اُختيرت في احتفالات الفيفا بعيدها المئوي والتي قام باختيارها الأسطورة البرازيلي بيليه، أيضا اُختير في أفضل لاعبي كرة القدم الأوروبية بمناسبة اليوبيل الذهبي.
في عام 2000 أصبح دل بييرو أعلى لاعب في العالم من حيث الراتب وإيرادات الإعلانات، وفي ديسمبر 2012 احتل المركز العاشر ضمن قائمة هدافي بطولة دوري أبطال أوروبا، نال أيضا 3 جوائز رفيعة في إيطاليا وجائزة الحذاء الذهبي.
على مستوى المنتخب الإيطالي لعب معهم 3 بطولات كأس عالم و 4 بطولات قارية، استطاع أن يصل إلى نهائي كأس الأمم الأوروبية عام 2000 قبل أن يخسر النهائي بالهدف الذهبي أمام فرنسا، واستطاع مع المنتخب الإيطالي التتويج بكأس العالم لكرة القدم عام 2006 عقب فوزه على فرنسا بضربات الجزاء الترجيحية، ويعتبر دل بييرو هو رابع هدافي المنتخب في تاريخه برصيد 27 هدفاً بالمشاركة مع روبرتو باجيو.

## نشأته
ولد «أليساندرو» لأبوين إيطاليين وهما «جينو» و«برونا» دل بييرو في 9 نوفمبر 1974 في مدينة كونيليانو وترعرع في قرية «ساكون» ببلدية سان فينديميانو الإيطالية ونشأ مشجعاً لنادي يوفنتوس ومتأثراً باللاعب الفرنسي ميشيل بلاتيني وكان يمارس الكرة في صغره في قريته إلى جانب شقيقه «ستيفانو» الذي لعب لفترة قصيرة محترفا في نادي سامبدوريا في الثمانينيات من القرن الماضي. بدأ اللعب في صنف الصغار لنادي «اتحاد كونيليانو وسان فينديميانو» المحلي، ثم تدرج إلى صنف الشباب في سن 13 سنة منتقلاً إلى نادي بادوفا الذي أصبح لاعبا أساسيا في صفوف قسم المحترفين فيه في سن ال17. وفي 1991 صعد نادي بادوفا إلى القسم الثاني من الدوري الإيطالي، لعب خلاله دل بييرو لمدة سنتين اشترك خلالهما في 14 مباراة.

## المسيرة الرياضية

### مع يوفنتوس

#### الملحمة التورينية

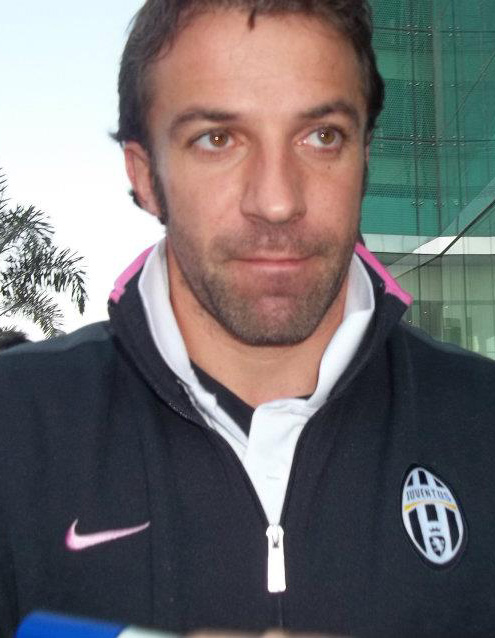
أليساندرو دل بيرو

في البداية، حاول مالديني الأب إقناع مسؤولي نادي ميلان بالتعاقد مع اللاعب الواعد من نادي بادوفا بعد أن أعجب بأدائه ولأنه صغير بالسن تم التغاضي عن التوقيع معه بحجة أن نادي بادوفا طلب 4 ملايين يورو للتنازل عن خدماته وهو مبلغ كبير بحسب رأي مسؤولي نادي ميلان في تلك الفترة، عندها تم اقتناص اللاعب من فرانكو كاوزيو اللاعب السابق في يوفنتوس ومسؤول الانتدابات فيه للتعاقد مع «دل بييرو» بعد أن لفت الأنظار بشدة خلال موسميه الذين قضاهما في بادوفا. دل بييرو الذي حقق حلمه في اللعب ليوفنتوس لم يجد صعوبة في التأقلم مع ناديه الجديد إذ لعب مباراته الأولى في 12 سبتمبر 1993 أمام أي سي ريجينا وسجل هدفا بها ثم سجل هاتريك بعد ذلك بقليل أمام نادي بارما.
أصبح دل بييرو بعدها من أبرز مهاجمي الفريق الذي كان آنذاك يضم مهاجمين من الطراز الرفيع وهم روبيرتو باجيو وجيانلوكا فيالي وفابريدزيو رافانيلي، وفي موسم 1994-1995 تمكن النادي من الفوز بالسكوديتو بعد أن غاب عن خزائنه لعشر سنوات بمساهمة كبيرة من دل بييرو الذي سجل 8 أهداف ذلك العام. وفي العام الموالي قرر اليوفنتوس الاستغناء عن روبيرتو باجيو والمراهنة على نجمه الجديد «دل بييرو».
و في تلك السنة قدم دل بييرو أداء رائعا وساهم بقسط كبير بفوز ناديه بدوري أبطال أوروبا على حساب أياكس أمستردام في المباراة النهائية في نهائي مثير أقيم في روما حسمته ضربات الترجيح، ورغم أنه لم يسجل في النهائي ولكنه قدم أداء متميزا فيه وقبل ذلك قدم أداء مبهرا في ادوار الكأس وخصوصا في الربع النهائي عندما ازاح دل بييرو نادي ريال مدريد بتسجيله هدفا مميزا من ضربة حرة في وقت قاتل من المباراة.
بعد ذلك بدأ «دل بييرو» في نحت مسيرة رياضية ملفتة، إذ في عام 1997 فاز مع اليوفنتوس بالدوري الإيطالي مرة أخرى ووصل بفريقه كذلك إلى نهائي دوري أبطال أوروبا الذي خسره أمام بوروسيا دورتموند الألماني بنتيجة 3 أهداف لهدف على الرغم من أن «دل بييرو» سجل فيه هدفا جميلا بكعب القدم. سنة 1998 كانت سنة مشابهة لسابقتها بالنسبة لدل بييرو وناديه أداء ونتائج إذ فاز النادي مرة أخرى بالسكوديتو وخسر في نهائي دوري أبطال أوروبا، هذه المرة أمام ريال مدريد بهدف لبريدراج مياتوفيتش، ورغم ذلك كانت تلك السنة من أروع السنوات في تاريخ مسيرته إذ قدم أداء خياليا خلالها جعلت الجميع يتوقع فوزه بجائزة أفضل لاعب في العالم التي تقدمها الفيفا ولكنه حل تلك السنة بعد البرازيلي رونالدو، وسجل فيها 32 هدفا منها 22 في الدوري و 10 في دوري الأبطال وكان هدافه ذلك العام وقد سماه رئيس النادي بال«بينتريتشيو» وتعني «الفنان المبدع». ولكن رغم ذلك تعرض في تلك السنة لعدة صعوبات وعراقيل منها إصابة تعرض لها في نهائي الدوري الأوروبي حرمته من مونديال فرنسا 1998، مما جعل أسطورة كرة القدم الإيطالية روبيرتو باجيو يقتنص مكانه في تشكيلة المنتخب الإيطالي الذي خسر ربع النهائي بضربات الجزاء أمام البلد المنظم فرنسا التي فازت بالبطولة تلك السنة.
و في 8 نوفمبر 1998 تعرض دل بييرو لإصابة خطيرة على مستوى الركبة في مباراة اليوفنتوس أمام أودينيزي أبعدته عن الملاعب لمدة 9 أشهر. وعاد بعد الإصابة إلى الملاعب وقدم مردودا مقبولا في اليوفنتوس عاد على إثره إلى المنتخب الإيطالي وشارك في المباريات الأخيرة من تصفيات اليورو 2000 سجل فيها هدفين في ثلاث مشاركات. بداية موسم 2000-2001 كانت أصعب بداية موسم لدل بييرو إذ قدم بداية مردودا باهتا ثم أعقب ذلك خبر وفاة والده في فبراير 2001، ولكنه سرعان ما استعاد مردوده وابداعه وقد سجل في ذلك الموسم هدفا أسطوريا أمام باري، واتبعه باخر أمام لاتسيو. وفي موسم 2001-2002 اثر عودة مارتشيلو ليبي عادت الألقاب ليوفتوس ونجمه، فحقق النادي السكوديتو وكأس السوبر وكان الثنائي «دل بييرو - تريزيغي» ثنائيا حاسما مسجلا في الدوري وحده 40 هدفاً. بعد نهاية الموسم شارك دل بييرو في كأس العالم 2002 وكانت المشاركة عموما متوسطة له إذ أنه جلس في المباراتين الأوليين احتياطيا واشترك في المباراة الثالثة أمام المكسيك وساهم بترشح بلاده لثمن النهائي بعد أن سجل أمام المكسيك هدف التعادل  لكن إيطاليا سرعان ما خرجت من الكأس بعد خسارتها من كوريا الجنوبية. وفي موسم 2002-2003 ساهم دل بييرو بشكل كبير في إحراز فريقه اليوفنتوس للدوري الإيطالي رقم 27 في تاريخه وقد سجل فيه 16 هدفا، وساهم أيضا بصعود فريقه إلى نهائي دوري ابطال أوروبا في نهائي جمع فريقين إيطاليين خسرها بضربات الترجيح.

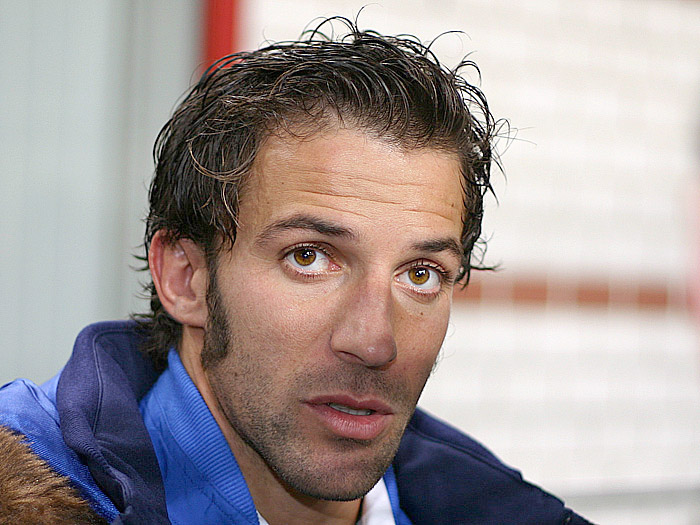
دل بييرو

سنة 2004 تميزت بقدوم فابيو كابيلو لتدريب النادي ومع أن الخلافات دبت بينه وبين دل بييرو، إلا أن الأخير قدم مردودا رائعا ذلك الموسم وسجل لناديه 14 هدفا وفي المباراة الفاصلة التي حددت بطل إيطاليا ذلك الموسم اهدى دل بييرو تمريرة حاسمة لتريزيغي سجل منها هدف الفوز على الميلان وبذلك فاز اليوفنتوس باسكوديتو ذلك الموسم. وفي موسم 2005 ارتأى كابيلو اشراك زلاتان إبراهيموفتش أساسيا في المباريات مكان دل بييرو مما خلف حالة من الحنق حول هذا المدرب عجلت برحيله نهاية الموسم، ومع هذا فإن اللاعب سجل 14 هدفاً ساهمت في احراز ناديه للسكوديتو الثامن والعشرين في تاريخه وكانت أهدافه الحاسمة تبرز في المباريات الكبرى إضافة إلى تفاهمه الكبير مع تريزيغي وفي يناير 2006 دخل دل بييرو تاريخ ناديه من بابه الكبير إذ أصبح الهداف الأول في تاريخ يوفنتوس متخطيا جامبييرو بونيبيرتي صاحب ال182 هدفا لليوفنتوس. وفي ذلك الموسم أيضاً قدم أداء جيداً وسجل أهدافا حاسمة أبرزها هدف الفوز أمام الانتر من ضربة حرة في السان سيرو أهدى بها الفوز لناديه وكان ذلك هدفا من ال12 هدفا التي سجلها دل بييرو ذلك الموسم في مسابقة الدوري التي فاز بها النادي قبل أن يفقدها بعد فضيحة الكالتشيوبولي.

#### المغامرة في الدرجة الثانية

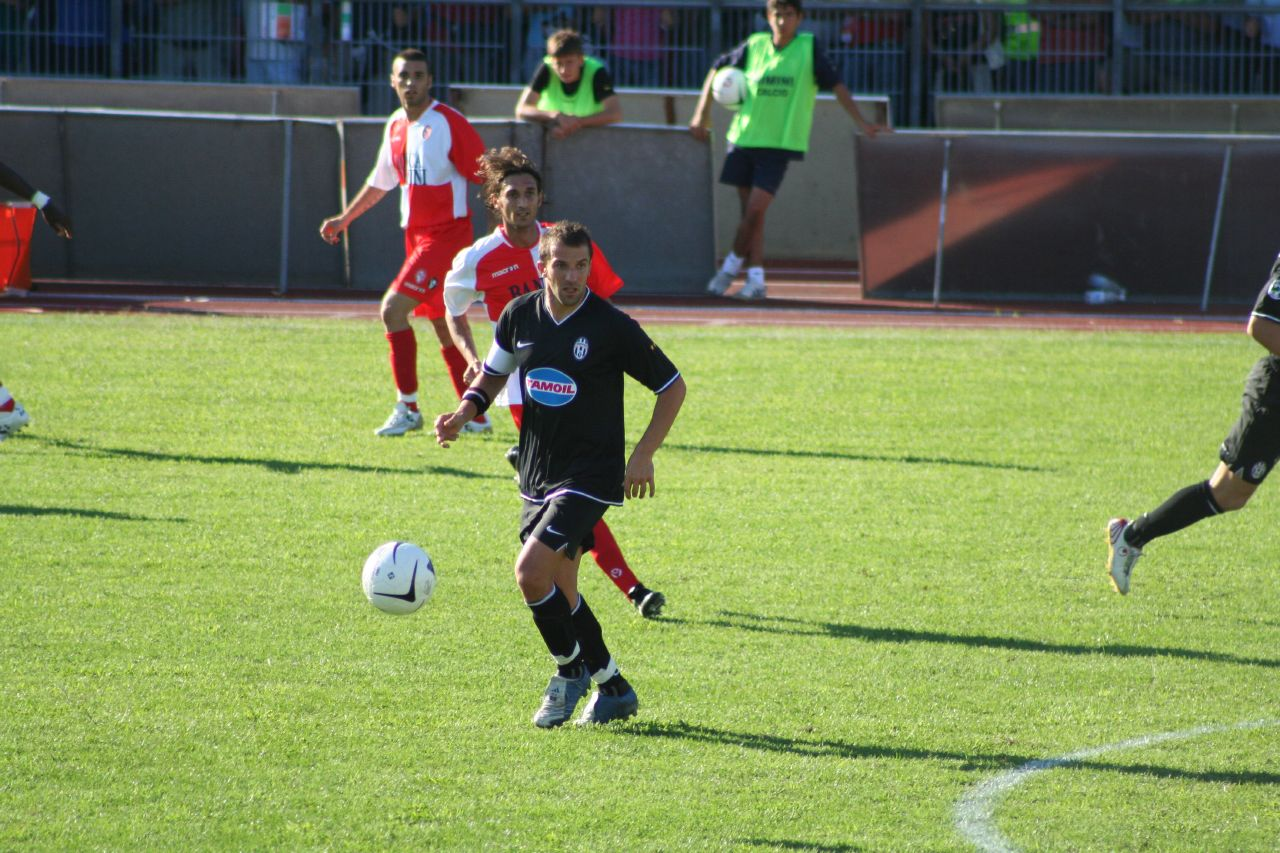
دل بييرو في حصة تدريبية موسم 2006-2007

بعد فضيحة الكالتشيوبولي وهبوط اليوفنتوس إلى الدرجة الثانية من الدوري الإيطالي، اختار دل بييرو بالإضافة إلى كل من نجوم الفريق تريزيغي ونيدفيد وبوفون وكامورينيزي البقاء مع ناديهم في محنته وقرر دل بييرو آنذاك تمديد عقده مع ناديه لثلاث سنوات إضافية، هذا العقد وقع توقيعه رسميا بعد عام من قرار اللاعب. وفي 17 فبراير وفي مباراة جرت في ملعب «الأولمبيكو» تمكن دل بييرو من تسجيل هاتريك في مباراة جمعته بنادي «كروتوني» انتهت بفوز اليوفنتوس بخماسية نظيفة. أعاد دل بييرو الكرة مرة أخرى بتسجيل لثلاثية من ضربة حرة وضربة جزاء وتسديدة من خارج منطقة الجزاء ساهمت بفوز فريقه على «بياتشنزا» بعد أقل من شهر. وفي 10 أبريل من نفس العام وفي المباراة الحاسمة التي حددت ملامح المتصدر الذي سيعود إلى الدرجة الأولى فاز اليوفنتوس على نادي نابولي بهدفين احرز دل بييرو أحدهما واحرز الاَخر كامورينيزي. وفي منتصف شهر مايو سجل اللاعب هدفين أمام نادي بولونيا دعمت رصيده في طليعة هدافي الدرجة الثانية والذي أحرزه في ذلك العام ليضيفه لألقابه الشخصية. هذا النجاح ساهم بسرعة في عودة اليوفنتوس للدرجة الأولى. رشح دل بييرو بعدها بثلاثة أيام لجائزة «القولدن فوت» ويفوز بها ليصبح بذلك أول لاعب في التاريخ يفوز بها وناديه ينتمي إلى الدرجة الثانية، وقد حصل دل بييرو على أكثر من 30000 صوت من جملة 140000 مصوت متفوقا على كل من البرازيلي روبيرتو كارلوس والإنجليزي ديفيد بيكهام.

#### العودة إلى الدرجة الأولى

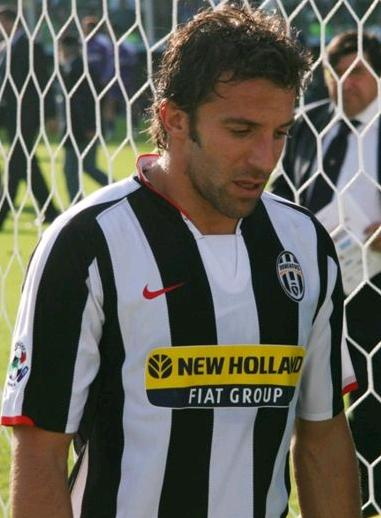
دل بييرو في موسم 2007-2008

عاد اليوفنتوس لدوري النخبة الإيطالي بعد عام مرير على أنصاره في دوري الدرجة الثانية. عانى دل بييرو بداية في أول شهرين من دوري ذلك الموسم بسبب انخفاض مستواه بشكل عام جراء الإصابة وتميز منافسه على دور المهاجم الأساسي للفريق ياكوينتا مما جعله احتياطيا في أغلب الأحيان ، وفي 15 أكتوبر 2007 تم توقيع عقد دل بييرو الجديد رسميا بعد مفاوضات شاقة دامت عدة أسابيع بعد أن دخل نادي باليرمو على الخط راغبا في انتداب اللاعب ، دل بييرو لم يخيب معجبيه إذ انه مباشرة في المباراة التي تلت تصحيح العقد أهدى دل بييرو ناديه الفوز على حساب جنوة، وفي نفس اليوم رزق بابنه الأول «توبياس» من زوجته «سونيا أموروزو». وفي مرحلة الإياب من دوري ذلك الموسم، قدم دل بييرو أداء جيداً ففي شهر فبراير سجل هدفا مميزا أمام خصم عنيد وهو نادي روما حصد بها اليوفي ثلاث نقاط. وفي 6 أبريل 2008 تمكن دل بييرو من تخطي غايتانو شيريا صاحب ال522 ظهوراً بقميص اليوفنتوس ليصبح هو اللاعب الأكثر تمثيلاً له في التاريخ. وفي شهر أبريل سجل 7 أهداف في 5 جولات من الدوري الإيطالي الممتاز منها ثلاثية في ملعب نادي أتالانتا.
و في 16 مايو 2008 سجل هدفين في الجولة الختامية للدوري متخطياً بذلك زميله في الفريق «تريزيغي» على رأس قائمة هدافي الدوري الإيطالي (21 هدفاً في 20 مباراة) معادلاً رقمه لسنة 1998 وليصبح هدافاً للدوري الإيطالي (كابوكانونيري) لأول مرة في مسيرته الرياضية.
بعد هذا الموسم الرائع قرر روبيرتو دونادوني استدعائه لتمثيل المنتخب الإيطالي مرة أخرى في اليورو 2008. وفي 17 سبتمبر 2008 بعد عودته لدوري أبطال أوروبا بعد عامين من الغياب سجل دل بييرو هدفاً رائعاً من ضربة حرة بتسديدة لولبية في ملعب اليوفي أمام زينيت سان بطرسبرغ مكنت فريقه من الفوز بتلك المباراة (1-0) [46] ليثبت دل بييرو مرة أخرى أن فريقه لا يمكنه الاستغناء عنه. وفي 21 أكتوبر من نفس السنة سجل «دل بييرو» هدف الانتصار الذي ضمنه لفريقه بتسديدة رأسية بعد ارتمائة فنية أمام ريال مدريد وحارسه كاسياس  وذلك في ملعب «دل البي».[48] وفي 5 نوفمبر صفق له جمهور فريق ريال مدريد عند خروجه من ملعب سانتياغو برنابيو بعد تسجيله لهدفين أمام فريقهم لتنتهي المباراة بفوز اليوفنتوس 2-0 وليترشح النادي لدوري ال16 من الكأس الأوروبية. وبعد أيام قليلة سجل دل بييرو هدفه رقم 250 مع ناديه وذلك على ملعب «ريجينا». 
وفي بداية 2009 جدد دل بييرو عقده مع السيدة العجوز لسنة إضافية  ثم عاد ليصحح عقداً آخر يمدد بموجبه «دل بييرو» عقده مع ناديه إلى سنة 2011  ولكن ما إن بدأ الموسم الجديد حتى تعرض دل بييرو لإصابة قوية أبعدته لمدة شهر تلته إصابة أخرى بعد في شهر أكتوبر  أثرت كثيراً على مستوى اللاعب عموماً ذلك الموسم. 

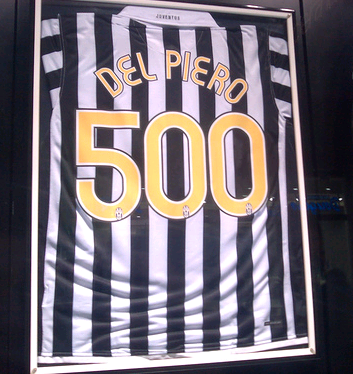
صورة قميص دل بيرو عليه رقم 500 وذلك احتفالا بمباراته الـ500 مع نادي يوفينتوس

انعكس ذلك على أداء الفريق فقدم اليوفنتوس تلك السنة موسماً كارثياً فانسحب من كل البطولات الأوروبية التي شارك بها فخرج من دوري المجموعات في دوري الأبطال  ثم انسحب من الدوري الأوروبي أمام نادي فولهام الإنجليزي  واحتل المركز السابع في الدوري الإيطالي تلك السنة. 

و في شهر أبريل 2010 سرت شائعات بقوة عن انتقال اللاعب إلى نادي نيويورك ريد بولز لم ينفها النادي ولكنه قرر إلغاء مساعي ضم اللاعب  مؤقتاً أمام رفض اللاعب لعرض النادي الأمريكي. كما أشيع في نفس الفترة أنه تلقى عرضاً من نادي أهلي دبي. 

و في الموسم الموالي وتحديداً يوم 31 مارس 2010 سجل هدفه رقم 300 في مسيرته أمام نادي سيينا في الدل ألبي  في مباراة تعادل فيها الفريقان بثلاثة أهداف لكليهما. وفي 31 أكتوبر 2010 أصبح دل بييرو الهداف التاريخي لنادي اليوفنتوس بعد أن سجل هدفه رقم 179 بقميص النادي في ملعب سان سيرو أمام نادي الميلان  ليصبح دل بييرو أكبر هداف في تاريخ يوفنتوس في دوري الدرجة الأولى الإيطالي بعد أن تخطى رقم الهداف الأسطوري لليوفي جامبييرو بونيبيرتي  ويدخل قائمة عشر أبرز هدافي الدوري الإيطالي عبر العصور. 
موسم 2010-2011 لم يكن موفقاً للاعب ولناديه، إذ احتل يوفنتوس المركز السابع في الدوري المحلي وانسحب مبكراً من الدوري الأوروبي  رغم أن المدرب دل نيري أعطى الفرصة عدة مرات للاعب المتقدم نسبياً في السن بإقحامه أساسياً في المباريات مما عرضه لعدة انتقادات  واكتفى اللاعب بتسجيل 8 أهداف في الدوري المحلي. ولكن اللاعب حقق إنجازاً شخصياً بتحطيمه الرقم القياسي لعدد المباريات التي لعبها في صفوف النادي وذلك يوم 5 فبراير 2011 أمام نادي كالياري. وفي نهاية الموسم وتحديداً في 5 مايو 2011 وقع دل بييرو عقداً تمديدياً مع ناديه لمدة عام إضافي. وفي شهر أكتوبر 2011 قال أندريا أنييلي خلال اجتماع مع مالكي الحصص في يوفنتوس: «قائدنا، أليساندرو دل بييرو، قرر البقاء معنا سنة جديدة ستكون الأخيرة له تحت الوان بيانكونيري»، ما اعتبره مشجعو النادي بأنه تصرف خاطئ لأن دل بييرو عليه ختام مسيرته مع يوفنتوس بعد أن أصبح رمزاً تاريخياً للنادي  إلا أن دل بييرو صرح بأنه سيلعب عاماً آخر وبالتالي سينتقل إلى خارج اليوفنتوس عاماً إضافياً.

### مع اف سي سيدني

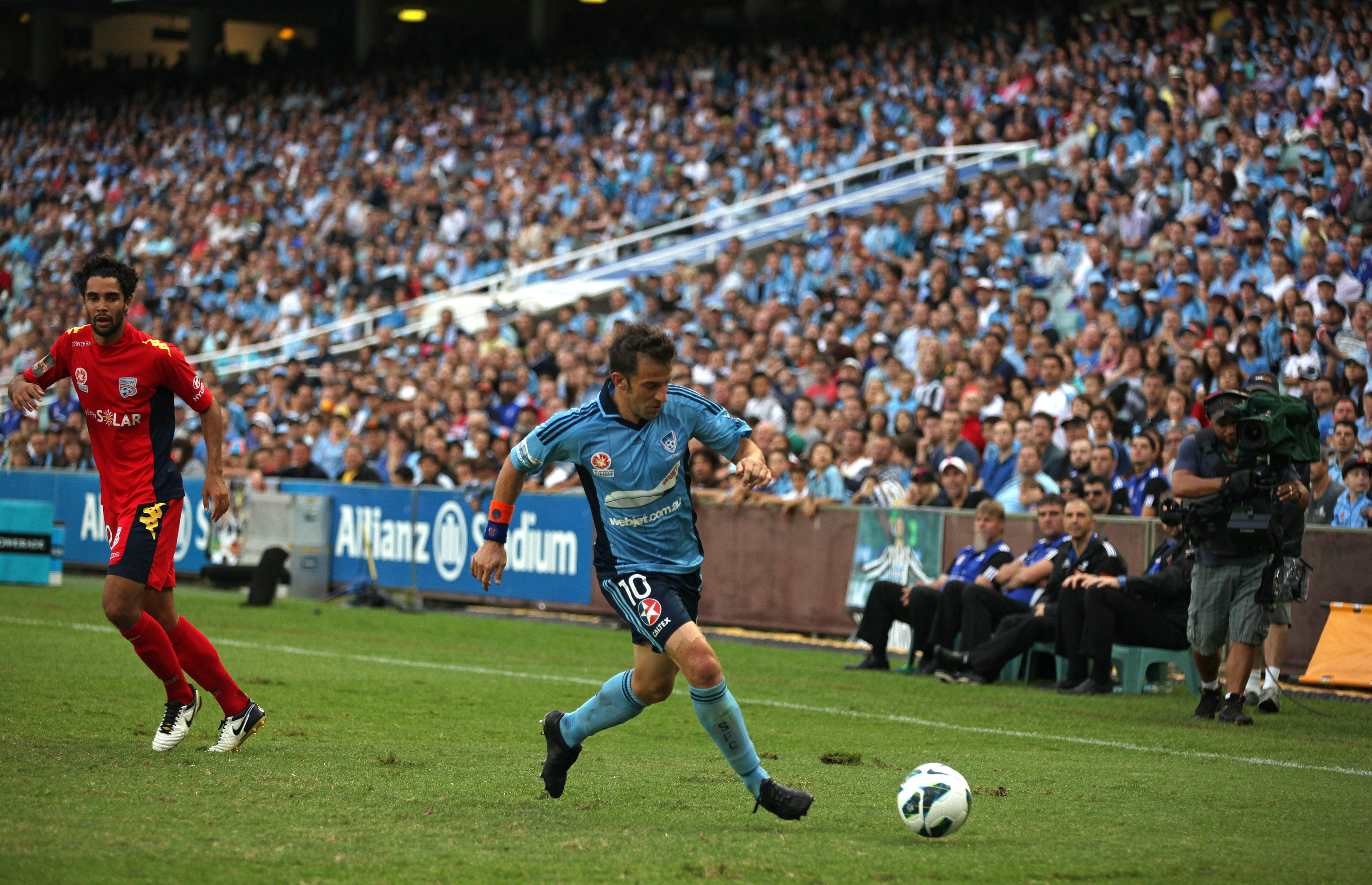
دل بيرو وهو يلعب مع نادي سيدني عام 2013

في 5 سبتمبر 2012، وقع اليساندرو دل بييرو عقدا لمدة عامين مع نادي سيدني. وحصل على 3.5 مليون دولار لكل من أول موسمين له، وبالتالي أصبح لاعب كرة القدم الأعلى أجرا للعب أي وقت مضى في أستراليا، كانت هناك مفاوضات لانتقاله إلى ليفربول قبل التوقيع على سيدني، ولكن كانت ذكرياته عن كارثة ملعب هيسل حائلا دون انتقاله إلى النادي.
عند توقيعه لنادي سيدني أف سي، قال دل بييرو: «انه يوم خاص بالنسبة لي، وأنا سعيد أن أعلن أنني وقعت للتو لمدة عامين ل سيدني أف سي. هذه لحظة كبيرة جدا بالنسبة لي لأنني أريد مواصلة مسيرتي في جزء جديد من العالم حيث أستطيع أن أساهم بشكل رئيسي وأساعد على نشر حب اللعبة»، وأعرب كل من فرانشيسكو توتي وفيليبو انزاغي عن حزنهم العميق لرحيله.

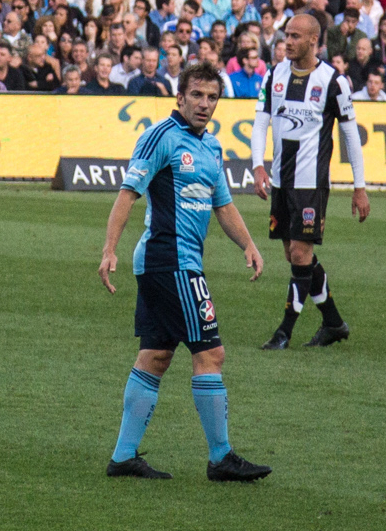
دل بيرو مع نادي سيجني أثناء مباراة مع نيوكاسل جيتس

وصف رئيس سيدني أف سي سكوت بارلو أن توقيع اليساندرو دل بييرو هو لحظة كبيرة لهذا النادي بل وفي كرة القدم في أستراليا، وقال الرئيس التنفيذي للاتحاد الأسترالي بن باكلي أن هذا التوقيع سيكون حاسما لنمو كرة القدم الأسترالية، سواء اقتصاديا وتقنيا، بينما أرسل رئيس الفيفا سيب بلاتر أطيب تمنياته لدل بييرو مع ناديه الجديد.
في 6 أكتوبر، قدم دل بييرو أول مباراة له ضد ويلينجتون فينيكس. وسجل ديل بييرو هدفه الأول في 13 ديسمبر ضد نيوكاسل جيتس في أول مباراة منزله ل سيدني من ركلة حرة رائعة. وفي 20 أكتوبر سجل دل بييرو هدف الفوز ضد يسترن سيدني واندررز (1-0) ليحرز أول أهدافة في دربي سيدني، وفي 13 يناير ساهم في إحراز هدف الفوز ضد ملبورن هارت (2-1)، وفي 19 يناير سجل أربعة أهداف وصنع آخر عند الفوز 7-1 على ويلينجتون فينيكس. كانت هذه هي المرة الأولى التي سجل أكثر من ثلاثة أهداف في مباراة واحدة وبعد أن يتم استبداله، وأستقبله المشجعين بحفاوة بالغة.
وفي موسم 2013-14 أصبح قائد للفريق ونال شارة القيادة، وفي 11 أكتوبر 2013 أحرز هدف الافتتاح لهذا الموسم، أعقبه الفوز 2-0 على نادس نيوكاسل جيتس، استطاع دل بيرو أن يحرز 10 أهداف مع نادييه في هذا الموسم.
كانت آخر مباراة له في ملعب الاتحاد للطيران والتي خسرها في النهائي في الوقت المحتسب بدل الضائع 2-1 أمام 85,000 شخص في استاد ANZ.

### مع دلهي ديناموز
في 23 أغسطس 2014 تلقى ديل بييرو عرضاً من نادي «دلهي ديناموز» أحد فرق الدوري الهندي الممتاز لكرة القدم، كان النادي الهندي يهدف المساهمة في النهوض برياضة كرة القدم والرفع من شعبيتها، كان دل بيرو قد تلقى بالفعل عدة عروض من عدة دول، وفي 28 أغسطس قام اللاعب بالتوقيع للنادي الهندي في تعاقد يستمر لمدة 4 شهور، ولعب أول مباراة له 14 أكتوبر والتي انتهت بتعادل ناديه بدون أهداف مع نادي بوني سيتي والذي يلعب فيه زميله السابق في يوفينتوس ديفيد تريزيغية، وقد أشاد المحللون والنقاد بأداء دل بيرو في المباراة، وفي 9 ديسمبر ساهم دل بيرو في إحراز أولى أهدافه مع ناديه الهندي من ركلة حرة مباشرة، وقد انتهت المباراة بالتعادل 2-2 أمام نادي شينيلين.

## مع المنتخب الإيطالي
يصنَف «دل بييرو» كرابع أكثر المهاجمين الذين سجلوا لصالح المنتخب الإيطالي  بتسجيله ل27 هدفاً في 91 مباراة حمل فيها قميص إيطاليا وقد بدأت مسيرته مع المنتخب الإيطالي في 25 مارس 1995 أمام منتخب استونيا  دخل في المباراة التي فازت بها إيطاليا 4-1  لعب مع بداية اليورو 96 عندما لعب أساسياً في المباراة الأولى امام روسيا قبل أن يتم تعويضه مع بداية الشوط الثاني.

### كأس العالم 1998 واليورو 2000
وقبيل كأس العالم 1998 بذل دل بييرو جهداً كبير لكي يتعافى من الإصابة التي لحقت به خلال نهائي دوري أبطال أوروبا الذي خسره اليوفنتوس أمام ريال مدريد الذي خسره ناديه بهدف نظيف، فدخل في منافسة شرسة مع لاعبه المفضل روبيرتو بادجيو لاحتلال مركز المهاجم الثاني للفريق  وقد قدم منتخبهم أداء جيداً لكن الحظ لم يسعفهم إذ سقط في الدور الربع النهائي أمام نظيره الفرنسي صاحب الأرض والجمهور والفائز بتلك النسخة من الكأس بعدها، بضربات الجزاء الترجيحية بعد أن انتهت المباراة على نتيجة التعادل السلبي وكان دل بييرو قدم أداء وافراً في تلك المباراة رغم أثر الإصابة ورغم حصوله على ورقة صفراء في بداية المباراة.

دل بييرو مع توتي خلال اليورو 2000

ثم شارك في نهائيات البطولة وقد فضل المدرب الإيطالي اشراك لاعب فريق روما فرانشيسكو توتي أساسيا في الفريق مكانه فكان احتياطيا في المباراتين الأوليين ثم أشرك أساسيا في المباراة الثالثة أمام السويد والتي سجل بها هدف الفوز. وبعد أن كان احتياطيا في ربع النهائي أمام رومانيا، أشركه المدرب أساسيا في مباراة النصف النهائي أمام هولندا المرشح بقوة آنذاك لنيل اللقب وكانت مباراة صعبة على الإيطاليين الذين لعبوا بعشرة لاعبين بعد طرد زامبروتا في بداية المباراة ولكن الفريق لعب دفاعيا إلى آخر المباراة وقدم دل بييرو أداء رائعا في دور لعبه لأول مرة وهو دور لاعب خط الوسط المتأخر  ثم فازت إيطاليا بضربات الترجيح بعد مباراة مثيرة أضاع فيها الهولنديون الكثير من الفرص أبرزها ضربتي جزاء في الشوط الثاني من المباراة لتلعب إيطاليا المباراة النهائية أمام فرنسا. هذه المباراة تعتبر ذكرى سيئة لدل بييرو وأحبائه إذ بعد دخوله في بداية الشوط الثاني وبعدما كانت إيطاليا متقدمة بهدف نظيف، أضاع دل بييرو عدة فرص منها انفرادين تامين بحارس المرمى فابيان بارتيز، وبعد ذلك خسرت إيطاليا بهدفين.

### كأس العالم 2002
عاد دل بييرو إلى المباريات الدولية بعد غيابه بسبب الإصابة في أعقاب موسم مميز فاز به ناديه بالاسكوديتو وكان قد غاب عن عدة مباريات من التصفيات إلا أنه شارك في المباراة الحاسمة التي مكنت منتخبه من الترشح وسجل بها هدف الفوز أمام هنغاريا ليصعد منتخبه إلى كأس العالم.
و خلال البطولة لم يشارك في المباراتين الأوليين امام منتخب الإكوادور وكرواتيا ولكنه دخل في المباراة الثالثة أمام المكسيك وانقذ فريقه من توديع المسابقة من الدوري الأول بتسجيله لهدف التعادل  وذلك في الدقائق الأخيرة من المباراة  هذا الهدف منح إيطاليا الترشح إلى الدور الثاني الذي واجهت فيه منتخب كوريا الجنوبية صاحب الأرض والجمهور وخسرت أمامه بهدف قاتل في نهاية المباراة  في مباراة اثارت جدلاً حول التحكيم بها.

### كأس أوروبا 2004
كان «دل بييرو» هو أحد أربعة لاعبين الذين لعبوا الكأس القارية الماضية ممن الذين وقع عليهم الاختيار لتمثيل منتخبهم في الكأس الأوروبية، وقد لعب دل بييرو في المباريات الثلاث لبلاده ولكنه لم يسجل أي هدف وتعرض لانتقاد كبير بسبب ذلك  وخصوصاً لإضاعته فرص لحسم المباراة أمام السويد  وقد خرجت إيطاليا من الدور الأول بعد حصولها على خمس نقاط وعزى البعض ذلك إلى مؤامرة حدثت من طرف منتخبي السويد والنرويج لإقصائها.

### كأس العالم 2006

صورة دل بيرو مع منتخب إيطاليا أثناء تتويجهم بكاس العالم 2006

استدعي دل بييرو من طرف مارتشيلو ليبي -الذي سبق وأن دربه في يوفنتوس- إلى تشكيلة المنتخب الإيطالي التي خاضت كأس العالم لعام 2006 والمقامة في ألمانيا بعد أن قدم أداء جيداً خلال التصفيات المؤهلة لها، ولعب دل بييرو كأس العالم بعد اقل من شهر على اندلاع فضيحة الكالشوبولي  والمعلن عن نتائج التحقيق فيها خلال مشاركة منتخب إيطاليا في كأس العالم  والتي كان فريقه هو المتضرر الأكبر منها. وفي المباراة الأولى لمنتخبه أمام غانا والتي فاز بها فريقه بهدفين نظيفين لم يلعب دل بييرو سوى دقائق قليلة نهاية المباراة بعد أن حسم فريقه النتيجة  ثم لعب لمدة نصف ساعة في آخر المباراة التي جمعت منتخبه بالمنتخب الأمريكي والتي انتهت على نتيجة التعادل الإيجابي (1-1).
و في المباراة الثالثة من الدول الأول والتي فازت بها إيطاليا على التشيك بثنائية نظيفة، اكتفى اللاعب بالجلوس على مقاعد البدلاء ولكن فريقه صعد إلى الدور الثمن النهائي والذي قابل فيه منتخب أستراليا. وفي تلك المباراة لعب دل بييرو أساسياً بدلاً من «توتي» وقدم أداء كبيراً في الشوط الأول ولكن في الشوط الثاني وقع تعويضه بتوتي الذي سجل هدف الفوز في مباراة صعبة لعبت فيها إيطاليا بعشرة لاعبين. وبعد غيابه في مباراة دوري الثمانية التي فاز بها فريقه بثلاثية نظيفة أمام أوكرانيا ، عاد ليساهم مساهمة كبيرة في صعود بلاده إلى الدور النهائي امام ألمانيا بتسجيله لهدف تاريخي في نصف النهائي وفي الدقيقة 120 من المباراة  بضربة مقوسة في الزاوية القائمة المعاكسة بعد هجوم معاكس شارك في بنائه كانافارو وتوتي وجيلاردينو. وفي المباراة النهائية التي جمعت منتخب إيطاليا بنظيره الفرنسي ساهم اللاعب في تتويج فريقه بالكأس العالمية وذلك بعد دخوله في آخر الوقت الأصلي للمباراة معوضاً زميله في اليوفنتوس كامورانيزي وقد لعب الشوطين الاضافيين ثم الضربات الترجيحية وسجل ضربة الجزاء الرابعة لفريقه واضعاً الكرة في الزاوية اليمنى للحارس بارتيز التي ساهمت في فوزه 5-4 بعد نهاية الوقتين الأصلي والإضافي 1-1  محققاً حلم طفولته الذي طالما راوده.

### كأس أوروبا 2008

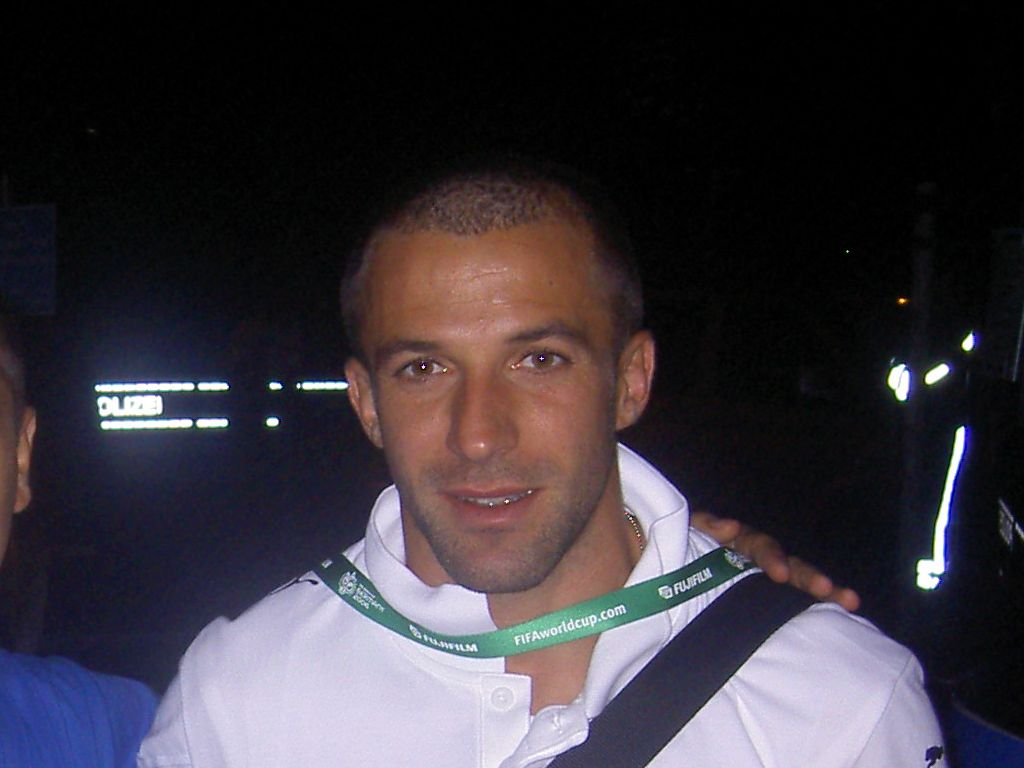
دل بييرو

بعد كأس العالم التي فاز بها مع منتخبه لم يستدع بعدها دل بييرو إلى المنتخب الإيطالي فاستغنى مدربه آنذاك روبيرتو دونادوني عن خدماته مفضلاً في رسمه التكتيكي الذي تبناه كل من المهاجمين لوكا توني ودي ناتالي للفريق فلم يشارك خلال المباريات التي أعقبت الكأس ولا في التصفيات ولكن اضطر لاستدعائه في تشكيلة ال23 لاعباً الذين خاض بهم الكأس الأوروبية نتيجة لتألقه اللافت في البطولة المحلية وحصوله على لقب هدافها. وفي هذه البطولة لم يلعب دل بييرو سوى نصف ساعة أمام المنتخب الهولندي خسرتها إيطاليا بثلاثية نظيفة ولم يشارك بعد ذلك في هذه الكأس التي كانت مشاركة منتخبه باهتة بها عموماً والتي خرج منها في الدور الربع النهائي أمام المنتخب الإسباني.
وبعد عودة «ليبي» إلى تدريب المنتخب عاد دل بييرو إليه حيث شارك في عدد من المباريات وكانت المباراة الودية التي جرت في نيس في 20 أغسطس 2008 أمام منتخب النمسا هي المباراة ال90 له مع المنتخب في انجاز لم يحققه آنذاك قبله سوى أربعة لاعبين وهم زوف وفاكيتي وبوفون ومالديني ولكن المدرب بعد ذلك قرر اشراك مهاجمين أصغر سناً مثل جيلاردينو ودي ناتالي وياكوينتا وبادزيني وفابيو كوالياريلا في هجوم المنتخب  ليشاركوا في تصفيات ونهائيات كأس العالم 2010 التي خرج فيها المنتخب الإيطالي من الدور الأول.

## طريقة لعبه

### أسلوب اللعب
يلعب دل بيرو كمهاجم مساعد وينتقل أحيانا بين وسط الملعب ومنطقة الهجوم وهو ما يعرف في إيطاليا بمركز "trequartista" أي المهاجم الثاني، ولذلك يكون أسلوب لعبه معتمد على الاختراق والمراوغة واللعب المهاري، أسلوب لعب دل بيرو أشاد به الكثير من الخبراء والمحللين، حيث وصفوا سر إبداعه يكمن في الهجوم والمساعدة في صنع أهداف بنفسه في نفس الوقت، وهو ما يطلق عليه في كرة القدم (goal poaching) أي خاطف الأهداف.
عند تدريب مارشيلو ليبي لنادي يوفنتوس، لعب دل بييرو بتشكيلة الرمح الهجومي بجانب كل من المخضرمين جوالنيكا فيالي وفابريزو رافانيلي، وبعد ذلك أصبح يلعب دورا تعاونيا مع زين الدين زيدان خلف فيليبو إنزاغي، وفي عام 2001 قام مارشيلو ليبي بتغيير طريقة لعب يوفنتوس حيث أصبح دل بيرو بديلا لزيدان وبافيل نيدفيد، والذين يلعبون خلف تريزيجيه، وأحيانا كان يتم توظيف دل بيرو كجناح في منتخب إيطاليا تحت قيادة أريغو ساكي.

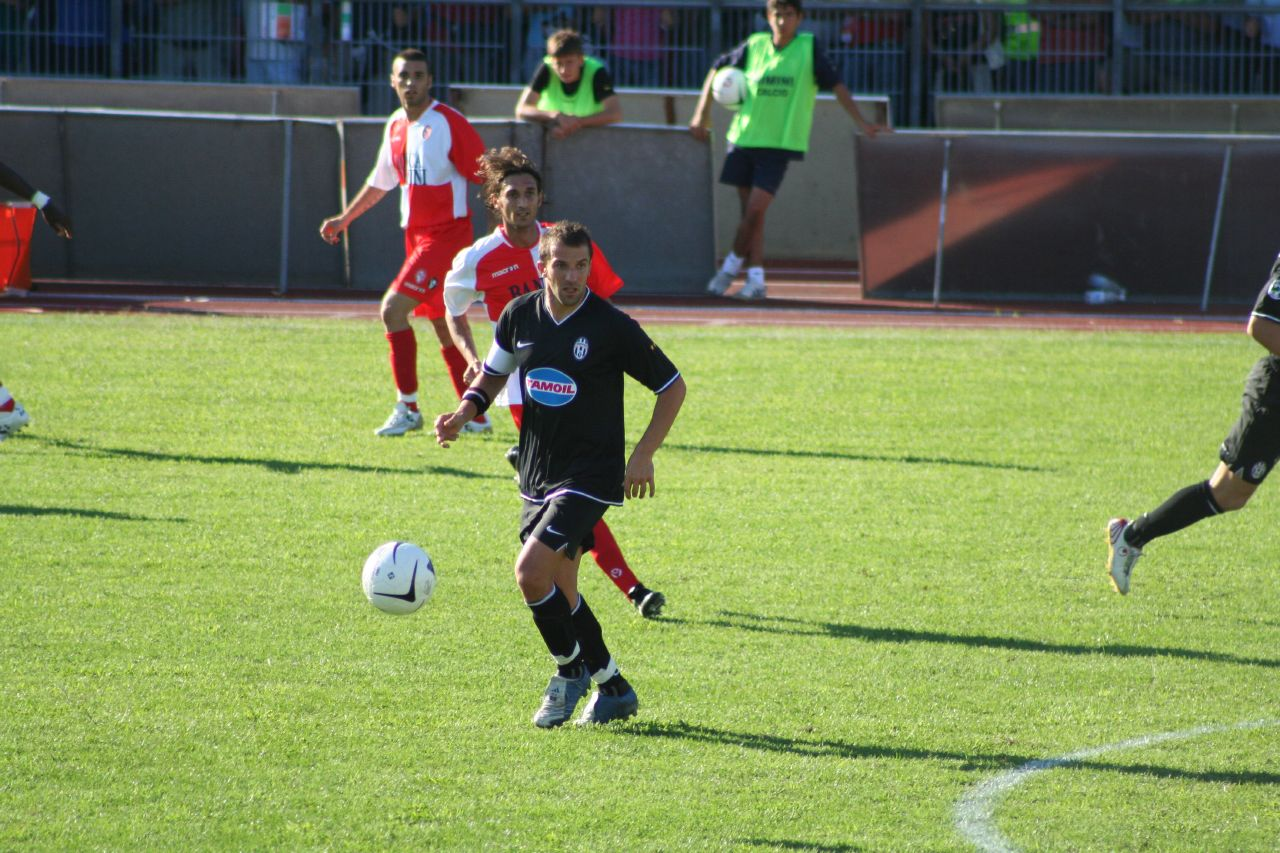
دل بيرو مع يوفنتوس

يعتبر دل بييرو أيضا متخصص قفي الضربات الثابتة وضربات الجزاء، حيث استطاع أن يحرز في تاريخه 62 هدفا من ركلات الجزاء و 49 هدف من ضربات حرة مما يجعله أكثر لاعب إيطالي يحرز الأهداف بهذه الطريقة.
ومن أشهر طرق الاحتفال بإحراز الأهداف والتي يمتاز بها دل بييرو هو الجري نحو خط الملعب ناحية الجمهور مظهرا لسانه وأيضا أداء حركة دوران الجسم للخلف أو الإشارة إلى السماء بإصبعه.

### منطقة دل بيرو
اشتهر دل بييرو في الإعلام الرياضي بطريقته المميزة والتي سميت باسمه «منطقة دل بيير» ("Gol alla Del Piero" بالإيطالية)، وهي تعتمد على احراز الهدف بطريقة خادعة عن طريق الاقتراب من المنطقة اليسرى ثم ركل الكرة بطريقة مقوسة (lob) من الأعلى إلى الأسفل في الزاوية البعيدة للمرمى، وتسمى جميع الأهداف التي يحرزها الآخرون بهذه الطريقة بمنطقة دل بييرو.

## خارج كرة القدم

### حياته الشخصية

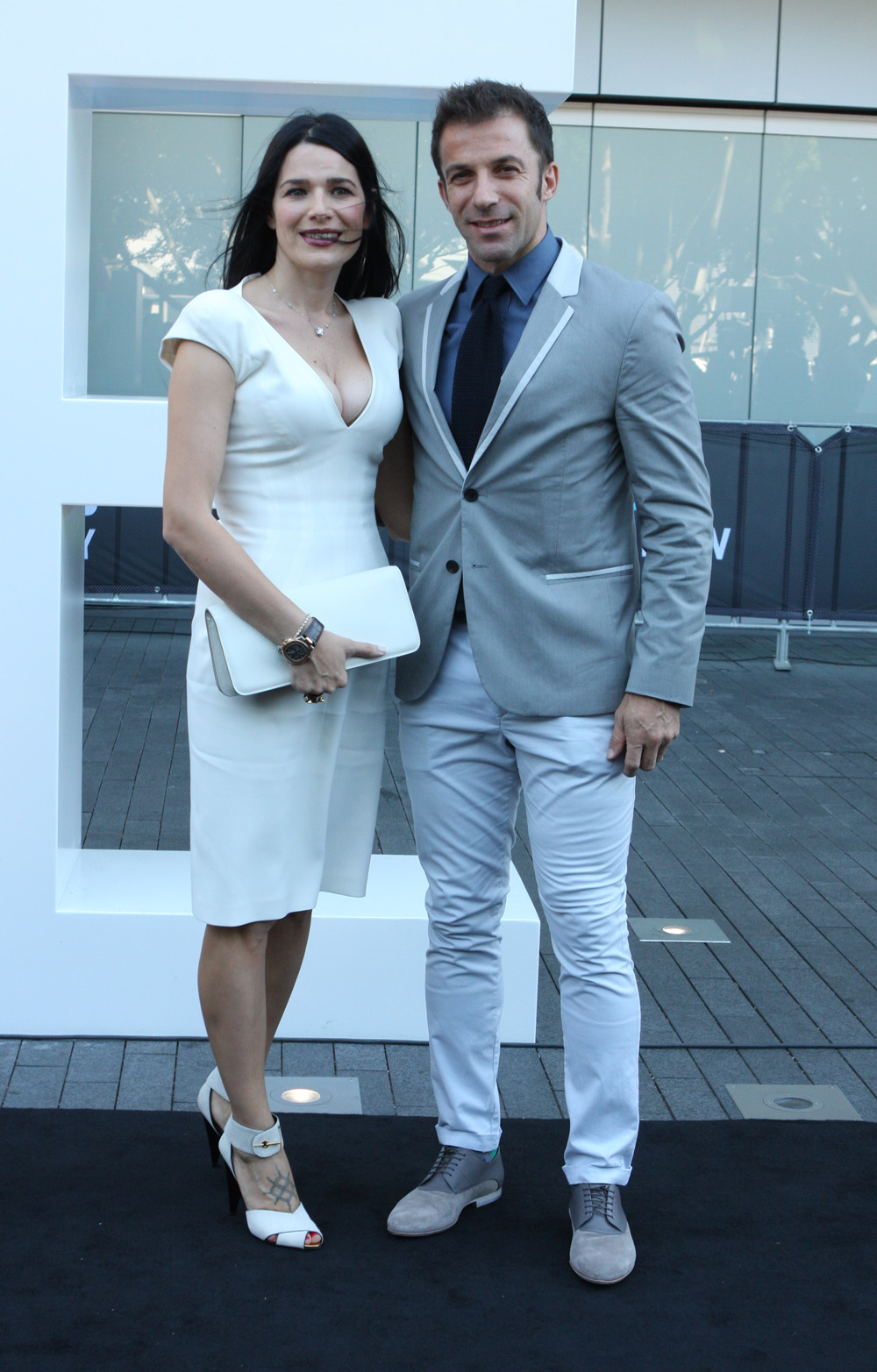
دل بيرو مع زوجته سونيا في سيدني بأستراليا

دل بييرو متزوج من سونيا امروسو الذي تعرف عليها عام 1999 ثم تزوجا عام 2005، ولديهم 3 أطفال هم توبايس (ولد عام 2007) ثم الابنة درويتا (ودت عام 2009) ثم الابن ساشا (ولد عام 2010).
وعندما مرت الشعلة الأوليمبية لدورة الألعاب الشتوية 2006 عبر مدينة تورينو، كان دل بييرو واحد من حاملي الشعلة، ويهتم دل بييرو كثيرا بالرياضات غير كرة القدم وخصوصا كرة السلة والذي يحظى بشعبية لدي نجم السلة الأمريكية ستيف ناش ولاعب الدراجات الهوائية إيدي ماركس الذين يعتبرانه نجمهما المفضل في كرة القدم.
لدى دل بييرو أيضا اهتمامات بمجال الموسيقى حيث قام بمشاركة ابنه في تسجيل ألبومات خاصة، كما ظهر مع اللاعب ماركو ميترازي في حفلة رولينج ستونز الذي أقيم في ميلان احتفالا بفوزهما بكأس العالم لكرة القدم، ويعتبر الموسيقار نويل جاليغار واحد من أفضل أصدقاء دل بييرو والذي يعتبر واحدا من جمهور فريق اوزيس الذي ظهر معهم في كليب "Lord Don't Slow Me Down"، ومن هوايات دل بيرو أيضا أفلام المانغا اليابانية التي عشقها في صغره خاصة مسلسل كابتن توسابا والشهير في الوطن العربي ب«كابتن ماجد».
وفي عام 2012 شارك في مشروع "أنقذوا الحلم" والذي أقيم لمكافحة الفساد في كرة القدم، كما تحدث خلال فعاليات "ندورة النزاهة الرياضية والتي أقيمت في جامعة السوربون بفرنسا.

### الأعمال الخيرية
ساهم دل بييرو في العديد من الأنشطة الخيرية، ففي عام 1998 تبرع بمبلغ 5.200.000 ليرة إلى منظمة «بامبيني إيمرجانزا» للأطفال المشردين وضحايا الإيدز وذلك من خلال المزاد الذي أقيم على قميصه في يوفنتوس.
وفي عام 2001 كان سفيرا لمعهد "Un gol per la ricerca" من أجل أبحاث السرطان. وفي عام 2006 ساهم في دعم منظمة AIRC لأبحاث السرطان، وتقديرا لجهوده حصل على جائزة (Believe in Research) من رئيس إيطاليا، وشارك في عام 2008 في بطولة الجولف التي نظمتها منظمة جيانلوكا فياليي وماسيمو مورو من أجل أبحاث التصلب الجانبي الضموري. شارك عام 2009 في مباراة خيرية التي أقيمت على الاستاد الأولمبي بتورينو، وكان حصيلة المباراة والتي بلغت 180 ألف يورو تم التبرع بها الي مشاريع تضامنية.
في عام 2010 أجري مزاد خيري على قميصه رقم 10 في يوفينتوس وأهدى العائد إلى منظمة "Un Campo per L'Aquila"، وفي أبريل 2010 أطلق مشروع ale10friendsforjapan الذي صمم من أجل مساعدة ضحايا زلزال اليابان، وتم إنشاء موقع الكتروني لبيع قمصان له استطاعت جمع 303.880 يورو.
في عام 2011، شارك في بطولة الغولف «كأس منظمة سانتانا» - Crescere insieme، من أجل دعم وحدة العناية المركزة لحديثي الولادة في مستشفى سانتانا. في 21 يوليو 2012، لعب مباراة ودية في استاد كاشيما لكرة القدم التي ينظمها دوري الدرجة الأولى الياباني (سجل دل بييرو هدف واحد وغادر الميدان مع بحفاوة بالغة)؛ وتم التبرع بإيراد إلى مجموعة من ضحايا الزلزال الياباني من عام 2011.
ساهم أيضا كعضو شرفي في هيئة اديسكو (بالإيطالية: ADISCO)، للتبرع لمصابي فتق الحبل السري، بالإضافة إلى جهوده في 1GOAL من أجل تعليم الأطفال الفقراء.

### في التلفزيون وألعاب الفيديو

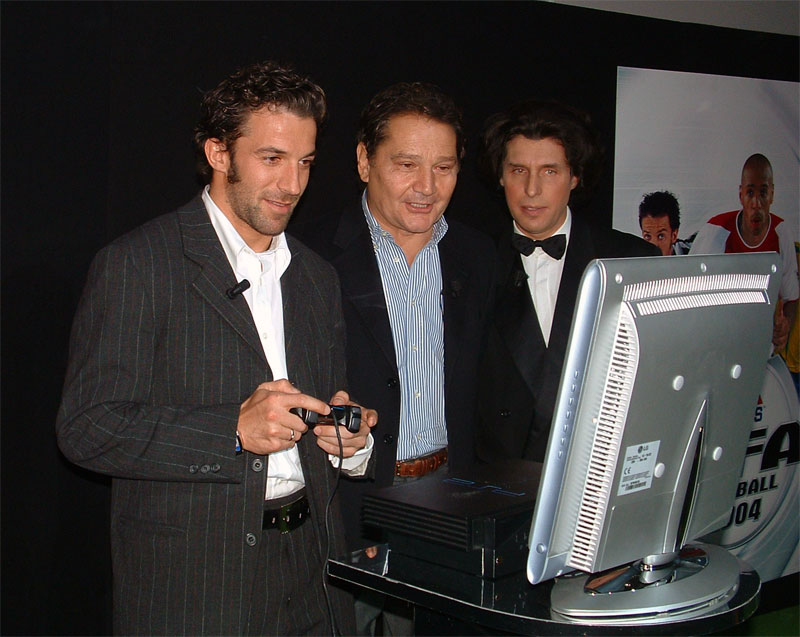
دل بييرو أثناء عرض للعبة فيفا 2004

قدم دل بييرو العديد من الإعلانات الترويجية التلفزيونية، فقد تعاقد مع كلا من: شركة أديداس الألمانية لإنتاج المعدات الرياضية، وشركة أوليفيتو للمياه، وشركة فيات، شركة سوزوكي اليابانية لإنتاج الدراجات البخارية، وشركة بيبسي، وماركة بليز كيبو وشركة ديزني تيليفشن أنيمايشن وشركة أبر ديك.
وفي عام 2006 ظهر في إعلان تلفزيوني لشركة سوزوكي للترويج لدراجات الأسكوتر مع اندرياس جولر.
من المعروف عن دل بييرو حس النكتة ويحل ضيفا في أعمال الكوميديا الإيطالية مثل Paperissima وStriscia و notizia. وظهر في فيلم "L'allenatore، وبالإضافة إلى سلسلة من الرسومات الكوميديا القصيرة التي أنشأتها مع صديقه الحميم وقائد فريق روما فرانشيسكو توتي مع زملائه في المنتخب الإيطالي مثل مدافع ميلان السابق أليساندرو نيستا، حارس مرمى يوفنتوس جانلويجي بوفون والمهاجم أنطونيو كاسانو، وكانوا يطلقون النكات والحكايات عن بعضها البعض.
ظهر ديل بييرو على غلاف شركة ألكترونيك أرتس الرياضية لكرة القدم في لعبة فيديو لكرة القدم فيفا 2004، إلى جانب تييري هنري والبرازيلي رونالدينيو، ولعبة كأس العالم لكرة القدم 2006، وكان واحدا من اثنين من النجوم الذين ظهروا على غلاف النسخة الإيطالية من لعبة PES 2010 بالإضافة إلى لاعب برشلونة ليونيل ميسي.

## الإنجازات
المصادر

### النادي

#### يوفنتوس

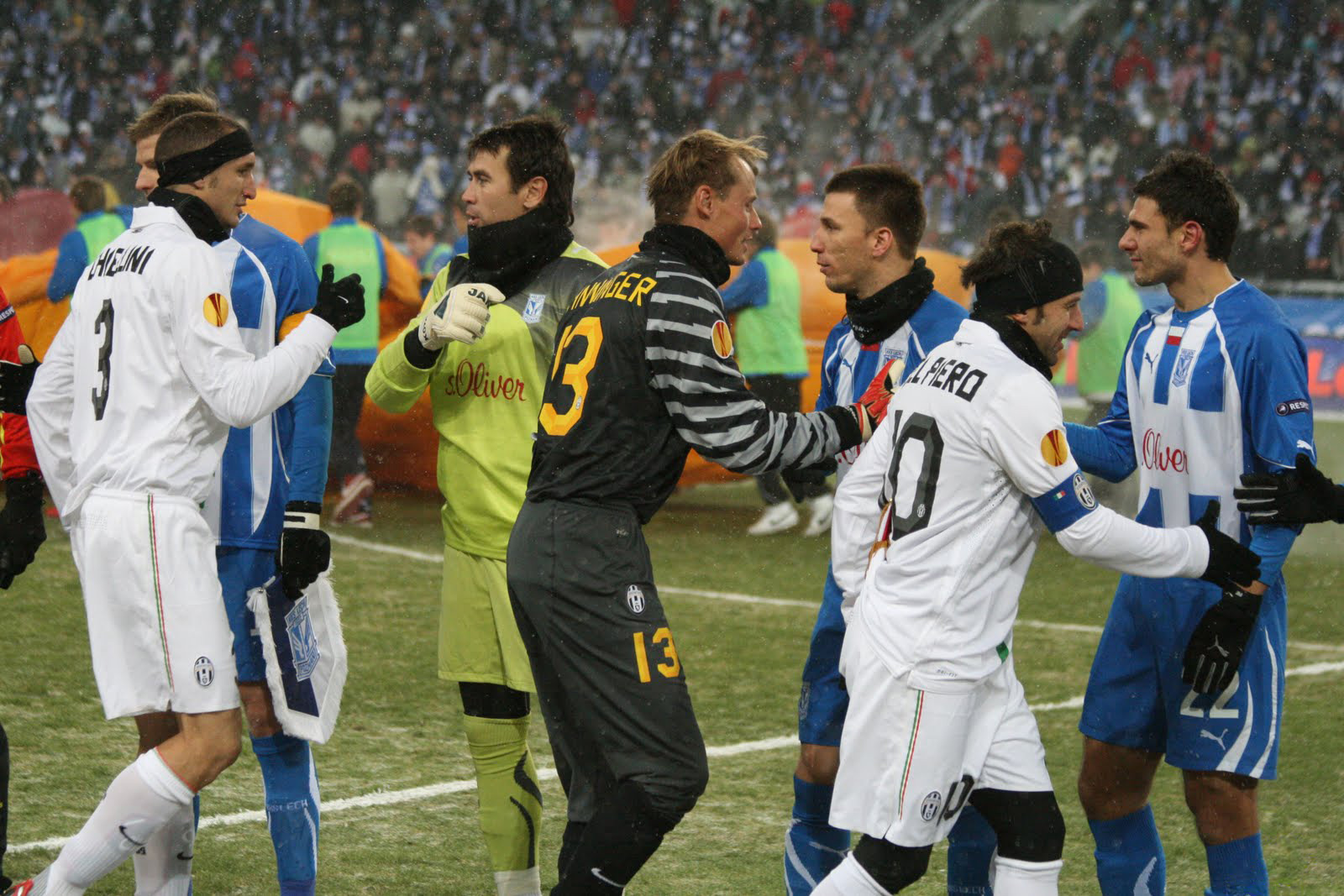
دل بيرو مع يوفينتوس عام 2010

- الدوري الإيطالي الدرجة الأولى (6): [nb 1]،

1994–95، 1996–97، 1997–98، 2001–02، 2002–03، 2011–12
- الدوري الإيطالي الدرجة الثانية (1): 2006–07
- كأس إيطاليا لكرة القدم (1): 1994–95
- كأس السوبر الإيطالي (4): 1995، 1997، 2002، 2003
- دوري أبطال أوروبا (1): 1995–96
- كأس السوبر الأوروبي (1): 1996
- كأس إنترتوتو (1): 1999
- كأس الإنتركونتيننتال (1): 1996
- كأس تورينو دي فياريجي (1): 1994
- دوري الأبطال الوطني الإيطالي (1): 1993–94

### المنتخب

#### إيطاليا
- كأس العالم (1): 2006
- بطولة أمم أوروبا وصيف: 2000

## ألقاب وجوائز

### فردية
- جائزة المجلات الرياضية الأوروبية ESM لفريق العام: 1995–96, 1996–97, 1997–98
- إم في بي (جائزة) كأس الانتركونتنتال: 1996
- جائزة برافو: 1996
- واحد من أفضل 125 لاعب كرة قدم حي
- أفضل لاعبي كرة القدم الأوروبية بمناسبة اليوبيل الذهبي (1994–2003): قائمة أكبر 50 , قائمة أكبر 250
- جائزة جوزيبي بيرسكو الوطنية: 2006
- USSI Prize-Italian رياضي العام: 2006[192]
- جائزة خاصة في Gentleman Silver Cup: 2006
- جائزة San Siro Gentleman للميزين في الدوري الإيطالي: 2006
- جائزة القدم الذهبية على مشواره الكروي: 2007
- أفضل رياضي في Telegatto 2007
- غايتانو شيريا to career: 2008
- جائزة USSI الكرة الفضية: 2008
- الجائزة الدولية للرياضية وسفير الأنشطة الرياضية: 2009
- جائزة رياضي العام الذهبية: 2010
- جائزة Globe Soccer 2011
- Novara جائزة نوفارا للعب النظيف: 2011[193]
- جائزة لاعب العام الإيطالي: 1998, 2008
- Oscar AIC-Top scorer: 2008
- جائزة Oscar AIC-Serie A Fan : 2001, 2008
- Oscar AIC-Award (تقديرا لمسيرته الرياضية): 2011

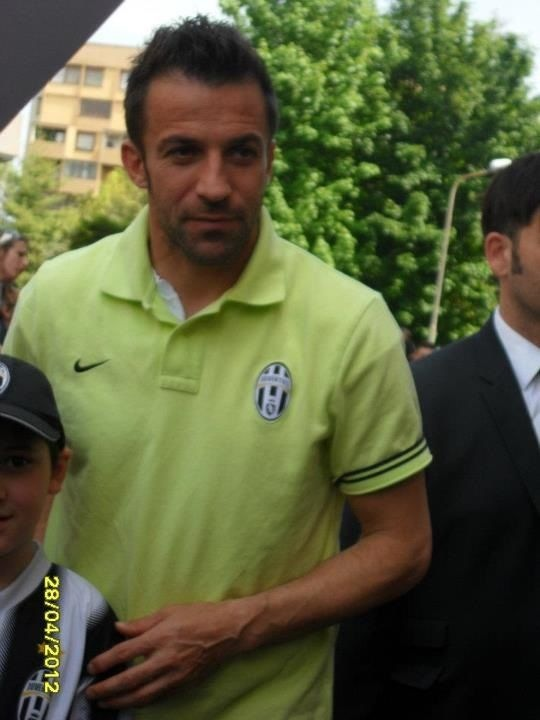
دل بيرو عام 2012

- قائمة هدافي كأس أوروبا ودوري أبطال أوروبا: 1995–96 (6 goals), 1997–98 (10 goals)
- Tournoi de France - هداف: 1997 (3 goals)
- كأس إيطاليا لكرة القدم-هداف: 2005–06 (5 goals)
- الدوري الإيطالي الدرجة الثانية: 2006–07 (20 goals)
- هداف الدوري الإيطالي: 2007–08 (21 goals)
- جائزة رجل العام في سيدني أف سي: 2013[194]
- جائزة الحذاء الذهبي في سيدني أف سي: 2013[194]
- جائزة الأعضاء في سيدني أف سي: 2013[195]
- PFA فريق الموسم: 2013[196]
- A-League goal of the season: 2012–2013[197]

### أوسمة
وسام فارس من الدرجة الخامسة: Cavaliere Ordine al Merito della Repubblica الإيطالي: 2000
طوق الاستحقاق الرياضي: 2006
وسام ضابط من الدرجة الرابعة: Ufficiale Ordine al Merito della Repubblica الإيطالي: 2006

## أرقام قياسية
- الهداف التاريخي ليوفنتوس (290 هدف: 186 أهداف عادية، 62 هدف من ركلة جزاء، 42 هدف من ركلة حرة مباشرة)[201][202]
- محرز الأهداف الحاسمة في تاريخ يوفينتوس (135)[203]
- أكثر لاعب لعب المباراة كاملة في تاريخ يوفينتوس (48,363)[204]
- صدارة تصنيف اللاعبين الذي لعبوا في نادي سيدني، الذي أحرزوا أكبر عدد من الأهداف في موسم واحد (14)[83]
- صدارة اللاعبين الذي احرزوا أهداف من ضربات حرة مباشرة في الدوري الإيطالي (43 هدف، بالاشتراك مع سينيسا مالهوفيتش)[202]
- اللاعب الوحيد الذي أحرز أكثر من 10 أهداف خلال الموسم: (16 موسم)[205]

## إحصائيات اللعب

### مع الأندية
| النادي                   | الموسم        | البطولة | البطولة | البطولة | الكأس   | الكأس | كأس أوروبا | كأس أوروبا | كأس أوروبا | أخرى    | أخرى  | المجموع | المجموع |
| النادي                   | الموسم        | البطولة | مباريات | أهداف   | مباريات | أهداف | البطولة    | مباريات    | أهداف      | مباريات | أهداف | مباريات | أهداف   |
| ------------------------ | ------------- | ------- | ------- | ------- | ------- | ----- | ---------- | ---------- | ---------- | ------- | ----- | ------- | ------- |
| نادي بادوفا · ( إيطاليا) | 1991-1992     | ب       | 4       | 0       | -       | -     | -          | -          | -          | -       | -     | 4       | 0       |
| نادي بادوفا · ( إيطاليا) | 1992-1993     | ب       | 10      | 1       | -       | -     | -          | -          | -          | -       | -     | 10      | 1       |
|                          | مجموع بادوفا  |         | 14      | 1       | -       | -     | -          | -          | -          | -       | -     | 14      | 1       |
| يوفنتوس · ( إيطاليا)     | 1993-1994     | أ       | 11      | 5       | 1       | 0     | C3         | 2          | 0          | -       | -     | 14      | 5       |
| يوفنتوس · ( إيطاليا)     | 1994-1995     | أ       | 29      | 8       | 10      | 1     | C3         | 11         | 2          | -       | -     | 50      | 11      |
| يوفنتوس · ( إيطاليا)     | 1995-1996     | أ       | 29      | 6       | 2       | 1     | C1         | 11         | 6          | 1       | 0     | 43      | 13      |
| يوفنتوس · ( إيطاليا)     | 1996-1997     | أ       | 22      | 8       | 4       | 0     | C1         | 6          | 4          | 3       | 3     | 35      | 16      |
| يوفنتوس · ( إيطاليا)     | 1997-1998     | أ       | 32      | 21      | 4       | 1     | C1         | 10         | 10         | 1       | 0     | 47      | 32      |
| يوفنتوس · ( إيطاليا)     | 1998-1999     | أ       | 8       | 2       | 1       | 0     | C1         | 4          | 0          | 1       | 1     | 14      | 3       |
| يوفنتوس · ( إيطاليا)     | 1999-2000     | أ       | 34      | 9       | 2       | 1     | إنت. + C3  | 3 + 6      | 1 + 1      | -       | -     | 45      | 12      |
| يوفنتوس · ( إيطاليا)     | 2000-2001     | أ       | 25      | 9       | 2       | 0     | C1         | 6          | 0          | -       | -     | 33      | 9       |
| يوفنتوس · ( إيطاليا)     | 2001-2002     | أ       | 32      | 16      | 4       | 1     | C1         | 10         | 4          | -       | -     | 46      | 21      |
| يوفنتوس · ( إيطاليا)     | 2002-2003     | أ       | 24      | 16      | 0       | 0     | C1         | 13         | 5          | 1       | 2     | 38      | 23      |
| يوفنتوس · ( إيطاليا)     | 2003-2004     | أ       | 22      | 8       | 4       | 3     | C1         | 4          | 3          | 1       | 0     | 21      | 14      |
| يوفنتوس · ( إيطاليا)     | 2004-2005     | أ       | 30      | 14      | 1       | 0     | C1         | 10         | 3          | -       | -     | 41      | 17      |
| يوفنتوس · ( إيطاليا)     | 2005-2006     | أ       | 33      | 12      | 4       | 5     | C1         | 7          | 3          | 1       | 0     | 45      | 20      |
| يوفنتوس · ( إيطاليا)     | 2006-2007     | ب       | 35      | 20      | 2       | 3     | -          | -          | -          | -       | -     | 37      | 23      |
| يوفنتوس · ( إيطاليا)     | 2007-2008     | أ       | 37      | 21      | 4       | 3     | -          | -          | -          | -       | -     | 41      | 24      |
| يوفنتوس · ( إيطاليا)     | 2008-2009     | أ       | 31      | 13      | 3       | 2     | C1         | 9          | 6          | -       | -     | 43      | 21      |
| يوفنتوس · ( إيطاليا)     | 2009-2010     | أ       | 23      | 9       | 1       | 2     | C1 + C3    | 2 + 3      | 0 + 0      | -       | -     | 29      | 11      |
| يوفنتوس · ( إيطاليا)     | 2010-2011     | أ       | 33      | 8       | 2       | 0     | C3         | 10         | 3          | -       | -     | 45      | 11      |
| يوفنتوس · ( إيطاليا)     | 2011-2012     | أ       | 10      | 0       | 0       | 0     | -          | -          | -          | -       | -     | 10      | 0       |
|                          | مجموع يوفنتوس |         | 500     | 205     | 51      | 23    |            | 127        | 51         | 9       | 6     | 687     | 285     |
| المجموع                  |               |         | 514     | 206     | 51      | 23    |            | 127        | 51         | 9       | 6     | 702     | 286     |

### مع المنتخب
| المنتخب الوطني           | السنة | بطولات الفيفا | بطولات الفيفا | ودية   | ودية  | المجموع | المجموع |
| المنتخب الوطني           | السنة | الظهور        | أهداف         | الظهور | أهداف | الظهور  | أهداف   |
| ------------------------ | ----- | ------------- | ------------- | ------ | ----- | ------- | ------- |
| منتخب إيطاليا لكرة القدم | 1995  | 5             | 1             | 2      | 0     | 7       | 1       |
| منتخب إيطاليا لكرة القدم | 1996  | 1             | 0             | 3      | 2     | 4       | 2       |
| منتخب إيطاليا لكرة القدم | 1997  | 3             | 0             | 3      | 4     | 6       | 4       |
| منتخب إيطاليا لكرة القدم | 1998  | 6             | 2             | 2      | 1     | 8       | 3       |
| منتخب إيطاليا لكرة القدم | 1999  | 1             | 0             | 1      | 0     | 2       | 0       |
| منتخب إيطاليا لكرة القدم | 2000  | 9             | 3             | 4      | 1     | 13      | 4       |
| منتخب إيطاليا لكرة القدم | 2001  | 5             | 3             | 1      | 0     | 6       | 3       |
| منتخب إيطاليا لكرة القدم | 2002  | 6             | 4             | 5      | 1     | 11      | 5       |
| منتخب إيطاليا لكرة القدم | 2003  | 3             | 2             | 1      | 0     | 4       | 2       |
| منتخب إيطاليا لكرة القدم | 2004  | 4             | 1             | 2      | 0     | 6       | 1       |
| منتخب إيطاليا لكرة القدم | 2005  | 1             | 0             | 3      | 0     | 4       | 0       |
| منتخب إيطاليا لكرة القدم | 2006  | 6             | 1             | 3      | 1     | 9       | 2       |
| منتخب إيطاليا لكرة القدم | 2007  | 4             | 0             | 1      | 0     | 5       | 0       |
| منتخب إيطاليا لكرة القدم | 2008  | 4             | 0             | 2      | 0     | 6       | 0       |
| المجموع                  |       | 58            | 17            | 33     | 10    | 91      | 27      |

## وصلات خارجية
- أليساندرو دل بييرو على موقع الاتحاد الدولي (مؤرشف)  (الإنجليزية)
- أليساندرو دل بييرو على موقع الاتحاد الأوربي (الإنجليزية)
- أليساندرو دل بييرو على موقع قاعدة بيانات كرة القدم.إي يو (الإنجليزية)
- أليساندرو دل بييرو على موقع بيانات كرة القدم. دي إي (الألمانية)
- أليساندرو دل بييرو على موقع ليكيب (الفرنسية)
- أليساندرو دل بييرو على موقع ناشيونال فوتبول تيمز (الإنجليزية)
- أليساندرو دل بييرو على موقع Soccerway.com (الإنجليزية)
- أليساندرو دل بييرو على موقع عالم كرة القدم.نت (الإنجليزية)
- أليساندرو دل بييرو على موقع CONI honoured athlete website (الإيطالية)